# Campionati del mondo di atletica leggera indoor 2012 - Getto del peso maschile
La competizione si è svolta il 9 marzo 2012.

## Podio
| Pos.    | Atleta          | Nazionalità | Misura  |
| ------- | --------------- | ----------- | ------- |
| Oro     | Ryan Whiting    | Stati Uniti | 22,00 m |
| Argento | David Storl     | Germania    | 21,88 m |
| Bronzo  | Tomasz Majewski | Polonia     | 21,72 m |

## Situazione pre-gara

### Record
Prima di questa competizione, il record del mondo (WR) e il record dei campionati (CR) erano i seguenti.
| Record                | Prestazione | Atleta                      | Data                                     | Competizione                     |
| --------------------- | ----------- | --------------------------- | ---------------------------------------- | -------------------------------- |
| Record mondiale       | 22,66 m     | Randy Barnes Stati Uniti    | 20 gennaio 1989 Los Angeles, Stati Uniti |                                  |
| Record dei campionati | 22,24 m     | Ulf Timmermann Germania Est | 7 marzo 1987 Indianapolis, Stati Uniti   | Campionati del mondo indoor 1987 |

### Campioni in carica
I campioni in carica, a livello mondiale e continentale, erano:
| Campione | Atleta                         | Prestazione | Data                         | Competizione                     |
| -------- | ------------------------------ | ----------- | ---------------------------- | -------------------------------- |
| Mondiale | Christian Cantwell Stati Uniti | 21,83 m     | 13 agosto 2010 Doha, Qatar   | Campionati del mondo indoor 2010 |
| Europeo  | Ralf Bartels Germania          | 21,16 m     | 4 marzo 2011 Parigi, Francia | Campionati europei indoor 2011   |

### La stagione
Prima di questa gara, gli atleti con le migliori tre prestazioni dell'anno erano:
| Pos. | Atleta                         | Prestazione | Data                                      |
| ---- | ------------------------------ | ----------- | ----------------------------------------- |
| 1    | Reese Hoffa Stati Uniti        | 21,87 m     | 28 gennaio 2012 Chemnitz, Germania        |
| 2    | Ryan Whiting Stati Uniti       | 21,60 m     | 26 febbraio 2012 Albuquerque, Stati Uniti |
| 3    | Christian Cantwell Stati Uniti | 21,52 m     | 26 febbraio 2012 Albuquerque, Stati Uniti |

## Qualificazioni
La qualificazione si è svolta a partire dalle 9:54 del 9 marzo 2012.
Si qualificano per la finale i concorrenti che ottengono una misura di almeno 20,70 m; in mancanza di 8 qualificati, accedono alla finale i primi 8 atleti della qualificazione.
| Pos. | Atleta            | Paese                | 1ª prova | 2ª prova | 3ª prova | Risultato | Note             |
| ---- | ----------------- | -------------------- | -------- | -------- | -------- | --------- | ---------------- |
| 1    | David Storl       | Germania             | 21,43 m  |          |          | 21,43 m   | Q                |
| 2    | Reese Hoffa       | Stati Uniti          | 21,23 m  |          |          | 21,23 m   | Q                |
| 3    | Tomasz Majewski   | Polonia              | 20,33 m  | 21,17 m  |          | 21,17 m   | Q                |
| 4    | Germán Lauro      | Argentina            | 20,35 m  | 20,08 m  | 20,40 m  | 20,40 m   | q                |
| 5    | Ryan Whiting      | Stati Uniti          | x        | 20,37 m  | 20,27 m  | 20,37 m   | q                |
| 6    | Rutger Smith      | Paesi Bassi          | 19,36 m  | 20,19 m  | 20,21 m  | 20,21 m   | q                |
| 7    | Ivan Juškov       | Russia               | 20,14 m  | 19,49 m  | 19,99 m  | 20,14 m   | q                |
| 8    | Maksim Sidorov    | Russia               | 19,45 m  | 19,24 m  | 20,04 m  | 20,04 m   | q                |
| 9    | Dylan Armstrong   | Canada               | 19,84 m  | x        | x        | 19,84 m   |                  |
| 10   | Marco Fortes      | Portogallo           | 19,83 m  | 19,21 m  | 19,20 m  | 19,83 m   |                  |
| 11   | Dale Stevenson    | Australia            | 19,72 m  | x        | 19,80 m  | 19,80 m   |                  |
| 12   | Asmir Kolašinac   | Serbia               | x        | x        | 19,70 m  | 19,70 m   |                  |
| 13   | Carlos Véliz      | Cuba                 | 19,60 m  | 19,64 m  | x        | 19,64 m   |                  |
| 14   | Lajos Kürthy      | Ungheria             | x        | x        | 19,62 m  | 19,62 m   |                  |
| 15   | Candy Bauer       | Germania             | x        | x        | 19,60 m  | 19,60 m   |                  |
| 16   | Amin Nikfar       | Iran                 | 18,69 m  | 18,82 m  | 18,97 m  | 18,97 m   |                  |
| 17   | Burger Lambrechts | Sudafrica            | 18,96 m  | x        | x        | 18,96 m   |                  |
| 18   | Borja Vivas       | Spagna               | 18,94 m  | x        | 18,52 m  | 18,94 m   |                  |
| 19   | Kim Christensen   | Danimarca            | x        | x        | 18,87 m  | 18,87 m   |                  |
| 20   | Hamza Alić        | Bosnia ed Erzegovina | 18,49 m  | 18,80 m  | x        | 18,80 m   |                  |
| 21   | Chang Ming-Huang  | Taipei cinese        | x        | 18,75 m  | x        | 18,75 m   |                  |
| 22   | Emanuele Fuamatu  | Samoa                | 18,60 m  | x        | x        | 18,60 m   | Record nazionale |
| 23   | Hüseyin Atici     | Turchia              | 18,42 m  | 18,34 m  | 18,38 m  | 18,42 m   |                  |

Legenda:
- x = Lancio nullo;
- Q = Qualificato direttamente;
- q = Ripescato;
- NM = Nessun lancio valido;
- DNS = Non è sceso in pedana.

## Finale
La finale si è svolta a partire dalle 19:54 del 9 marzo 2012 ed è terminata dopo un'ora circa.
| Pos.    | Atleta          | Nazionalità | 1ª prova | 2ª prova | 3ª prova | 4ª prova | 5ª prova | 6ª prova | Misura  | Note                                     |
| ------- | --------------- | ----------- | -------- | -------- | -------- | -------- | -------- | -------- | ------- | ---------------------------------------- |
| Oro     | Ryan Whiting    | Stati Uniti | 21,59 m  | x        | 21,06 m  | 21,16 m  | 22,00 m  | 21,98 m  | 22,00 m | Miglior prestazione mondiale stagionale  |
| Argento | David Storl     | Germania    | 21,88 m  | x        | 21,86 m  | x        | x        | x        | 21,88 m | Miglior prestazione personale stagionale |
| Bronzo  | Tomasz Majewski | Polonia     | 21,28 m  | 21,65 m  | x        | 20,94 m  | 21,72 m  | x        | 21,72 m | Record nazionale                         |
| 4       | Reese Hoffa     | Stati Uniti | 20,41 m  | 21,55 m  | 20,86 m  | x        | x        | x        | 21,55 m |                                          |
| 5       | Maksim Sidorov  | Russia      | 20,22 m  | 20,21 m  | 20,78 m  | x        | 20,50 m  | x        | 20,78 m |                                          |
| 6       | Germán Lauro    | Argentina   | 20,13 m  | 20,22 m  | 19,82 m  | 19,93 m  | 20,19 m  | 20,38 m  | 20,38 m |                                          |
| 7       | Rutger Smith    | Paesi Bassi | x        | x        | 20,30 m  | x        | x        | x        | 20,30 m |                                          |
| 8       | Ivan Juškov     | Russia      | 19,65 m  | 20,10 m  | 19,84 m  | 19,84 m  | 19,99 m  | 19,78 m  | 20,10 m |                                          |

Legenda:
- x = Lancio nullo.